# Par de Ruth-Aaron
En matemática, um par de Ruth-Aaron refere-se a um par de números naturais consecutivos para os quais a soma dos fatores primos de um é igual à soma dos fatores primos do outro.
Estes pares de números recebem o seu nome em homenagem ao beisebolista Hank Aaron, que em 8 de abril de 1974 fez o seu home run número 715, batendo a marca anterior de Babe Ruth de 714. Os matemáticos Carol Nelson, David Penney e Carl Pomerance, da Universidade da Geórgia, observaram que:
714 = 2 × 3 × 7 × 17,
715 = 5 × 11 × 13,
e
2 + 3 + 7 + 17 = 5 + 11 + 13 = 29.
Intrigados por esta propriedade estudaram outros pares de números consecutivos que cumpriam a mesma propriedade e publicaram os achados no Journal of Recreational Mathematics, tendo elaborado uma conjetura sobre a dispersão assintótica destes pares, que designaram pares de Aaron. Pouco após a publicação, Paul Erdős afirmou poder demonstrar a conjetura e escreveu um artigo conjunto com Pomerance.

## Exemplos
Se considerarmos somente os fatores primos distintos, os primeiros pares são:
(5,6),(24,25),(49,50),(77,78),(104,105),(153,154),(369,370),(492,493),(714,715),....
Se contarmos fatores primos repetidos (por exemplo,8=2x2x2 e 9=3x3;2+2+2=3+3=6) os primeiros pares são:
(5,6),(8,9),(15,16),(77,78),(125,126),(714,715),....